# Tom Terriss
Tom Teriss (Londen, 28 september 1872 – New York, 8 februari 1964) was een Engelse acteur, filmregisseur en scenarioschrijver.
Tom Teriss's  werkelijke naam was Theodore Herbert Lewin. Hij veranderde zijn naam in Terriss voor zijn werk als acteur. 

## Gedeeltelijke filmografie
- The Mystery of Edwin Drood (1914)
- The Lion and the Mouse (1919)
- The Spark Divine (1919)
- The Climbers
- Captain Swift (1920)
- The Heart of Maryland (1921)
- Boomerang Bill (1922)
- The Harbour Lights (1923)
- Fires of Fate (1923)
- The Bandolero (1924)
- The Naughty Duchess (1928)

- Bibliothèque nationale de France: cb167456106 (data)
- International Standard Name Identifier: 0000 0004 2859 6272
- Virtual International Authority File: 307165742